# گل و مار ۳
این فیلم اقتباسی از رمان گل و مار نوشته اونیروکو دان است.
گل و مار۳ (به انگلیسی: Flower and Snake 3) فیلمی در ژانر درام، تریلر و اروتیک به کارگردانی یوسوکه ناریتا بر اساس اقتباسی از رُمان گل و مار (به ژاپنی: 花と蛇) نوشته اونیروکو دان، محصول سال ۲۰۱۰ کشور ژاپن است. فیلم‌نامه این اثر نوشتهٔ ماسیوشی آزوما می‌باشد؛ این فیلم ۱۰۷ دقیقه‌ای که به نام اصلی هانا تو هبی ۳ نیز شناخته می‌شود؛ در تاریخ ۲۸ اوت ۲۰۱۰ توسط شرکت تویی ویدیو منتشر گردید.
از بازیگرانی که در این فیلم به ایفای نقش پرداخته‌اند، می‌توان از میناکو کوموکای، یاسوکازه موتومیاو شوهی هینو و ماری کوماتسوزاکی نام برد.
ساخت مجموعه فیلم‌های سینمایی و پرطرفدار گل و مار، که در ردهٔ فیلم‌های صورتی دسته‌بندی می‌شوند؛ از سال ۱۹۶۵ تا ۲۰۱۴ ادامه پیدا کرده‌است. طرفداران رُمان اونیروکو دان در ژاپن، به صورت یک فرقه مطرح هستند.

## خلاصه داستان
«ژیرو» سرکرده یک گروه یاکوزایی است؛ که در یک کنسرت موسیقی، دلباختهٔ نوازنده ویلونسل به نام «شیزوکو» می‌شود. شیزوکو تویاما دانش‌آموخته موسیقی، سال پیش از کشور ایتالیا برگشته است و «ایچیرو» همسر او است. ژیرو برای بدست آوردن شیزوکو، تصمیم به فشار به ایچیرو می‌گیرد؛ و در نتیجه موفق به ورشکستگی شرکت ایچیرو به نام هایدونگ می‌شود. ژیرو بر سر همسر ایچیرو، با او معامله می‌کند.
با دزدیده شدن شیزوکو، او به بند کشیده می‌شود و در ابتدا ژیرو به شیزوکو قول در امان بودن و به تفاهم رسیدن را می‌دهد؛ اما شیزوکو که برایش این نوع رابطه قابل قبول نیست، مورد اعمال سادومازوخیسمی (بند کشیدن، برهنه و معلق کردن، آزار جنسی، ریختن موم شمع داغ، زدن تتو بر کل بدن و کتک زدن و تجاوز) قرار می‌گیرد و با دیدن اجباری سکس پیشخدمتان در هنگام شام تحریک شده و در ادامه مجبور به رابطه در رختخواب با پیشخدمتان و داشتن لز با بانوی ویلا می‌شود؛ تا برای رابطه با ژیرو آماده شود. در نهایت شیزوکو آماده و راضی برای هم‌آغوشی عاشقانه با ژیرو است.